# Kharan (stato)
Lo Stato di Kharan fu uno stato principesco del subcontinente indiano, avente per capitale la città di Kharan.

## Storia
Lo stato di Kharan venne fondato nel 1697 circa come stato vassallo di Kalat e tale rimase sino al 1940, anno in cui divenne de facto indipendente. Il 17 marzo 1948, lo stato di Kharan entrò a far parte del Pakistan ed il 3 ottobre 1952 aderì all'Unione degli Stati del Belucistan. Mir Habibullah Nousherwani nel suo discorso per l'annessione al Pakistan disse:
Lo stato venne dissolto il 14 ottobre 1955 quando gran parte delle regioni del Pakistan occidentale andarono a costituire la provincia del Pakistan occidentale. Quando questa venne dissolta nel 1970, il territorio dell'ex stato di Kharan venne organizzato come Distretto di Kharan nella provincia del Belucistan.

## Governanti
I governanti di Kharan ebbero il titolo di mir dal 1680 al 1850, di Khan dal 1850 al 1909, di Khan Sahib dal 1909 al 1911, di Sardar dal 1911 al 1919, di Sardar Bahadur dal 1919 al 1921 e di Nawab dal 1921 sino al 1955.
| Date of Reign   | Sovrani del Kharan                                   |
| --------------- | ---------------------------------------------------- |
| 1650-?          | Mir Muhammad Khan Nousherwani                        |
| ?-?             | Mir Abbas Khan Nousherwani I                         |
| ?-?             | Mir Dosten Khan Nousherwani                          |
| ?-?             | Mir Dinar Khan Nousherwani I                         |
| ?-?             | Mir Lalla Khan Nousherwani                           |
| ?-?             | Mir Feroz Khan Nousherwani                           |
| ?-?             | Mir Dosten Khan Nousherwani II                       |
| ?-?             | Mir Dinar Khan Nousherwani II                        |
| ?-?             | Mir Shahdad Khan Nousherwani I                       |
| 1711-1711       | Mir Rahmat Khan Nousherwani                          |
| 1711-1747       | Mir Purdil Khan Nousherwani                          |
| 1747-1747       | Mir Abbas Khan Nousherwani II                        |
| 1747-1759       | Mir Shahdad Khan Nousherwani II                      |
| 1796-1804       | Mir Jahangir Khan Nousherwani                        |
| 1810-1833       | Mir Abbas Khan Nosherwani III                        |
| 1833–1885       | Mir Azad Khan Nousherwani                            |
| 1885–1909       | Khan Sahib Mir Nowruz Khan Nousherwani (KCIE)        |
| 1909–1911       | Khan sahib Mir Mohammad Yaqub Khan Nousherwani       |
| 1911–1955       | Sardar Bahadur Nawab Mir Habibullah Khan Nousherwani |
| 14 ottobre 1955 | Unione dello stato al Pakistan occidentale           |